# Allègre (Górna Loara)
Allègre – miejscowość i gmina we Francji, w regionie Owernia-Rodan-Alpy, w departamencie Górna Loara.
Według danych na rok 1990 gminę zamieszkiwało 1176 osób, a gęstość zaludnienia wynosiła 50 osób/km² (wśród 1310 gmin Owernii Allègre plasuje się na 184. miejscu pod względem liczby ludności, natomiast pod względem powierzchni na miejscu 350.).